# Santuario della Madonna dei Miracoli (Alcamo)
Il santuario della Madonna dei Miracoli è una chiesa di Alcamo (in provincia di Trapani) dedicata alla Madonna dei Miracoli, patrona della città di Alcamo.

## Storia
Il santuario venne edificato su progetto di Girolamo Vicchiuzzo e per ordine del governatore di Alcamo e capitano di giustizia Don Fernando Vega, in seguito a un'apparizione mariana che sarebbe avvenuta il 21 giugno 1547: due lavandaie, una cieca e una sorda, che si trovavano presso un corso d'acqua, furono colpite dai sassi smossi dall'apparizione di un donna con un bambino, guarendo miracolosamente. Il giorno dopo si rinvenne  nei pressi un'immagine della Vergine col Bambino.
Successivamente il santuario subì diverse modifiche, tra cui una ristrutturazione all'inizio del XVIII secolo.
Nel 1754 venne associato alla Basilica di Santa Maria Maggiore di Roma; nel 1784 ebbe luogo la solenne Incoronazione della Madonna.
Nel 1901 si costituì al suo interno la pia congregazione Le predilette di Maria.
Nel 2015, in concomitanza con il Giubileo straordinario della misericordia, il santuario della Madonna dei Miracoli è stato proclamato "Porta santa" della città di Alcamo assieme alla chiesa madre.

## Descrizione e opere
L'entrata del santuario è raggiungibile a piedi attraverso un sentiero in discesa ricoperto in ciottoli, chiuso al traffico veicolare, che termina con un'ampia scalinata.
Il santuario, in stile barocco-rinascimentale, presenta due facciate, ognuna provvista di un portale. Nella facciata principale (che si rivolge verso il sentiero) è presente una finestra a tribuna cinta da due finestre di dimensioni minori.
L'interno del santuario, di forma rettangolare,  si sviluppa lungo un'unica navata e con 8 altari; sono presenti inoltre decorazioni in stucco di Nicolò Curti realizzate nel 1762.
Sulla volta del santuario si trova un affresco che rappresenta la glorificazione della Madonna dei Miracoli, mentre nell'abside ci sono due affreschi: uno che raffigura l'apparizione della Madonna dei Miracoli a un gruppo di donne, e un altro con il ritrovamento della Madonna. Questi tre affreschi furono realizzati nel 1947 dal pittore catanese Alessandro Abate.
Ecco le altre opere:
- Vicino all'entrata principale, sulla sinistra, si trova un sarcofago manierista in marmo scolpito da Rocco di Rapi nel 1557,[5][11] contenente i resti di Don Fernando Vega (morto nel 1556). Accanto vi è la teca che custodisce l'elmo e una parte della corazza del capitano.
- Primo altare a sinistra: la Nascita della Vergine Maria, tela del 1851 di Giuseppe Patania, pittore palermitano.
- Nella cappella dedicata a Maria Santissima dei Miracoli, circondata da un arco a tutto sesto in marmo rosso,[8] si trova un quadro che raffigura la Madonna.[12] Il 21 giugno 1784 l'immagine della Madonna venne incoronata.[5] Il quadro fu ridipinto nel 1890 in seguito ad un incendio e venne risanato nel 1963 dal pittore siciliano Gianbecchina.[12]
- Terzo altare a sinistra: la Sacra Famiglia, dipinto dal Patania nel 1847.
- Altare maggiore: la Madonna dei Miracoli con san Rocco, san Sebastiano e santa Rosalia (compatroni della città di Alcamo) durante la cessazione della peste del 1575, tela di Patania del 1828. Ai due lati si trovano due affreschi di Antonio Abate: le lavandaie colpite dalle pietre al torrente e le Autorità e popolo scoprono sotto l'arco del "Molinazzo" l'immagine della Madonna "Fonte di Misericordia", entrambi del 1947.
- Primo altare a destra: l'Annunciazione, tela dipinta di Patania nel 1851.
- Secondo altare a destra: la Crocifissione, dipinto del 1847 del Patania.
- Sulla destra, vicino all'ingresso principale, è visibile un'acquasantiera, probabile opera del XVII secolo, in marmo bianco.
- Sulla parete destra della navata si trova un bellissimo medaglione in marmo che rappresenta Giuditta del Gagini e che proviene dall'chiesa dell'Annunziata.[13]

Dentro la sacrestia ci sono:
- il Ritrovamento dell'immagine di Maria Santissima dei Miracoli, dipinto di Sebastiano Bagolino
- la Natività della Vergine, opera di Fra Felice da Sambuca (sec.18°)
- l'Immacolata, di Fra Felice da Sambuca (sec.18°).

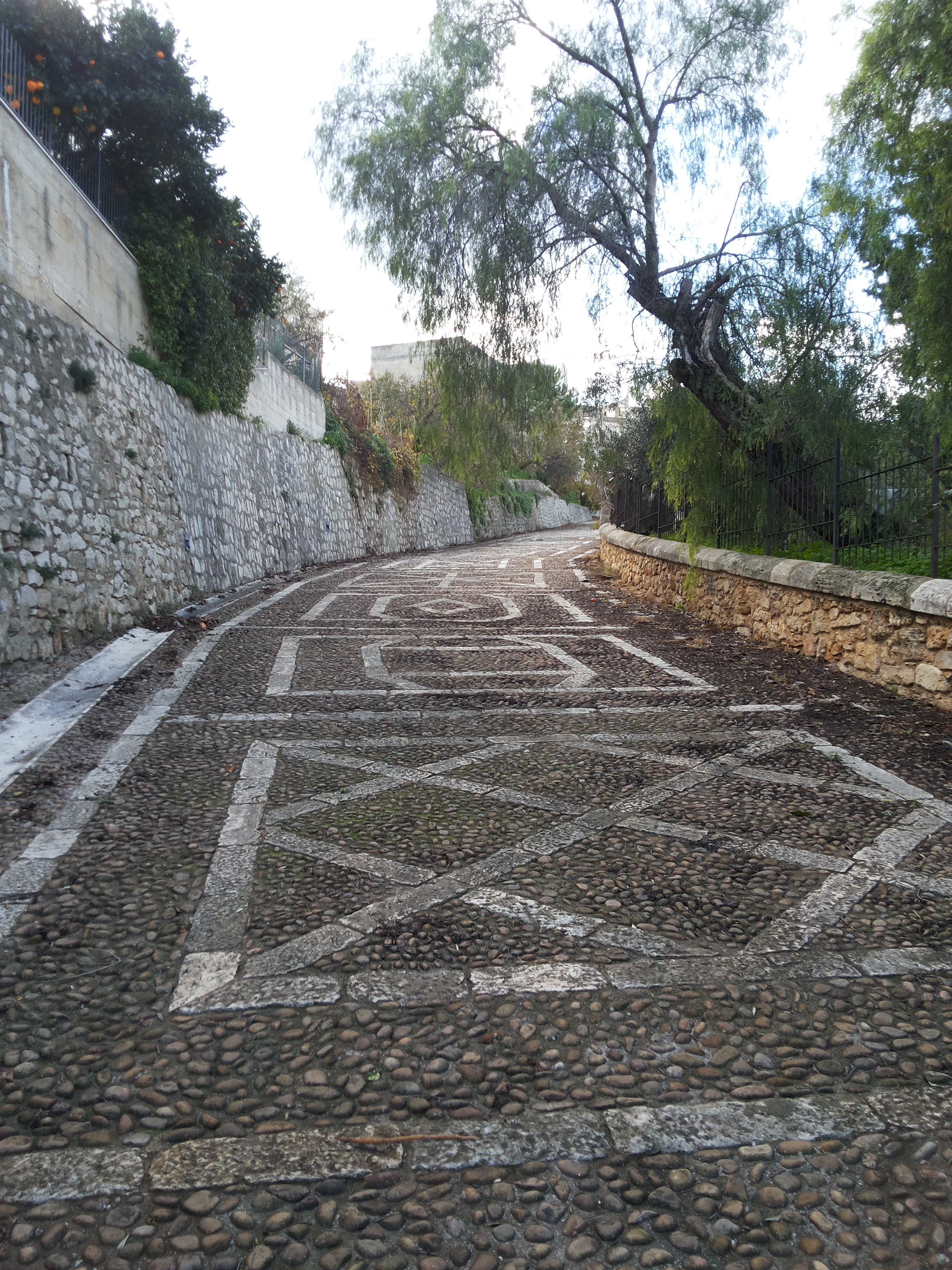
Discesa al santuario
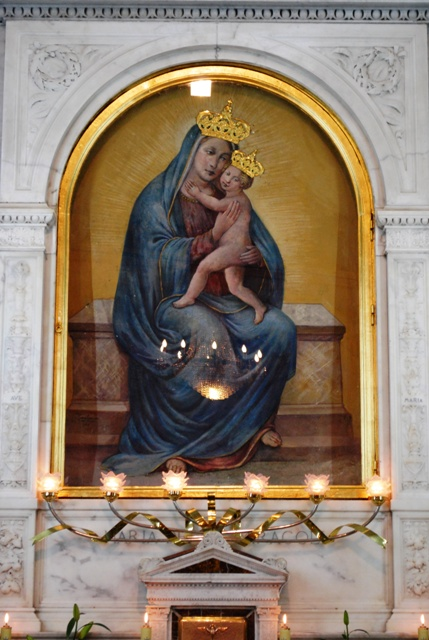
Raffigurazione della Madonna dei Miracoli incoronata
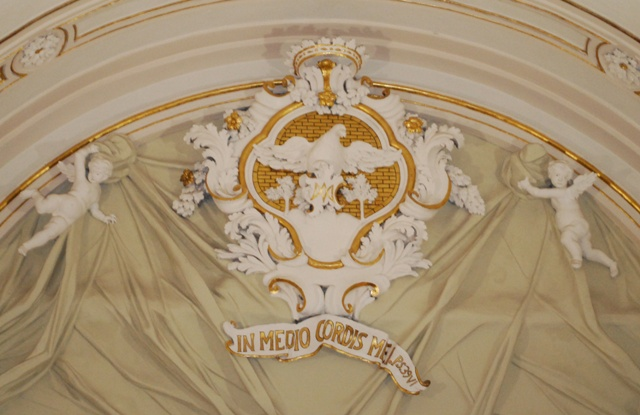
Stucchi vicino al soffitto
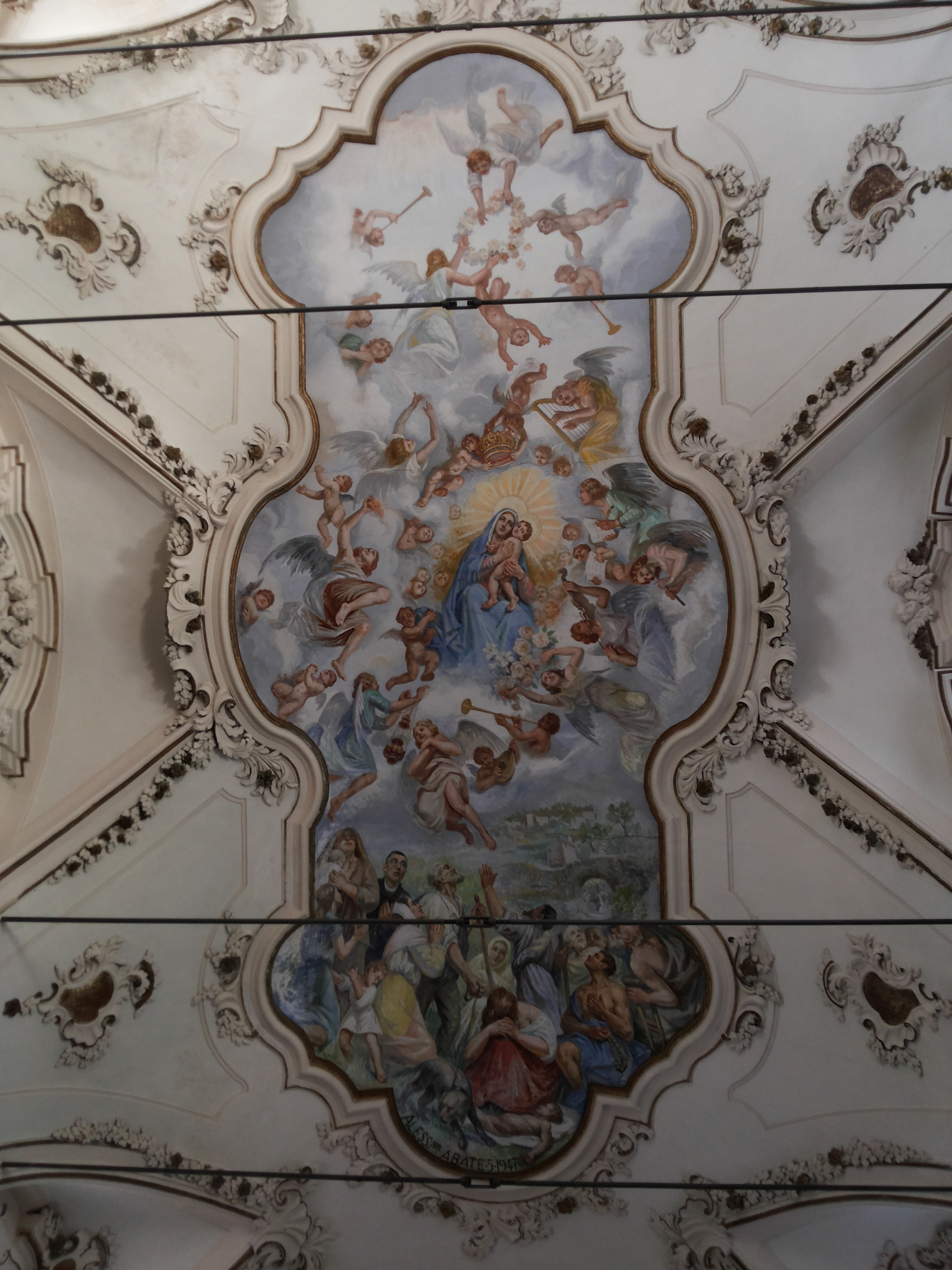
Glorificazione della Madonna dei Miracoli
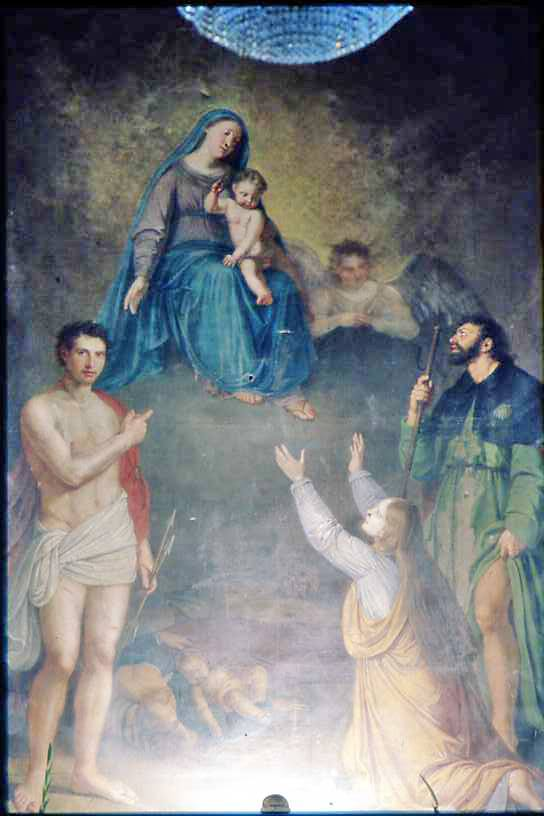
Dipinto della Madonna dei Miracoli con i santi Rocco, Sebastiano e Rosalia
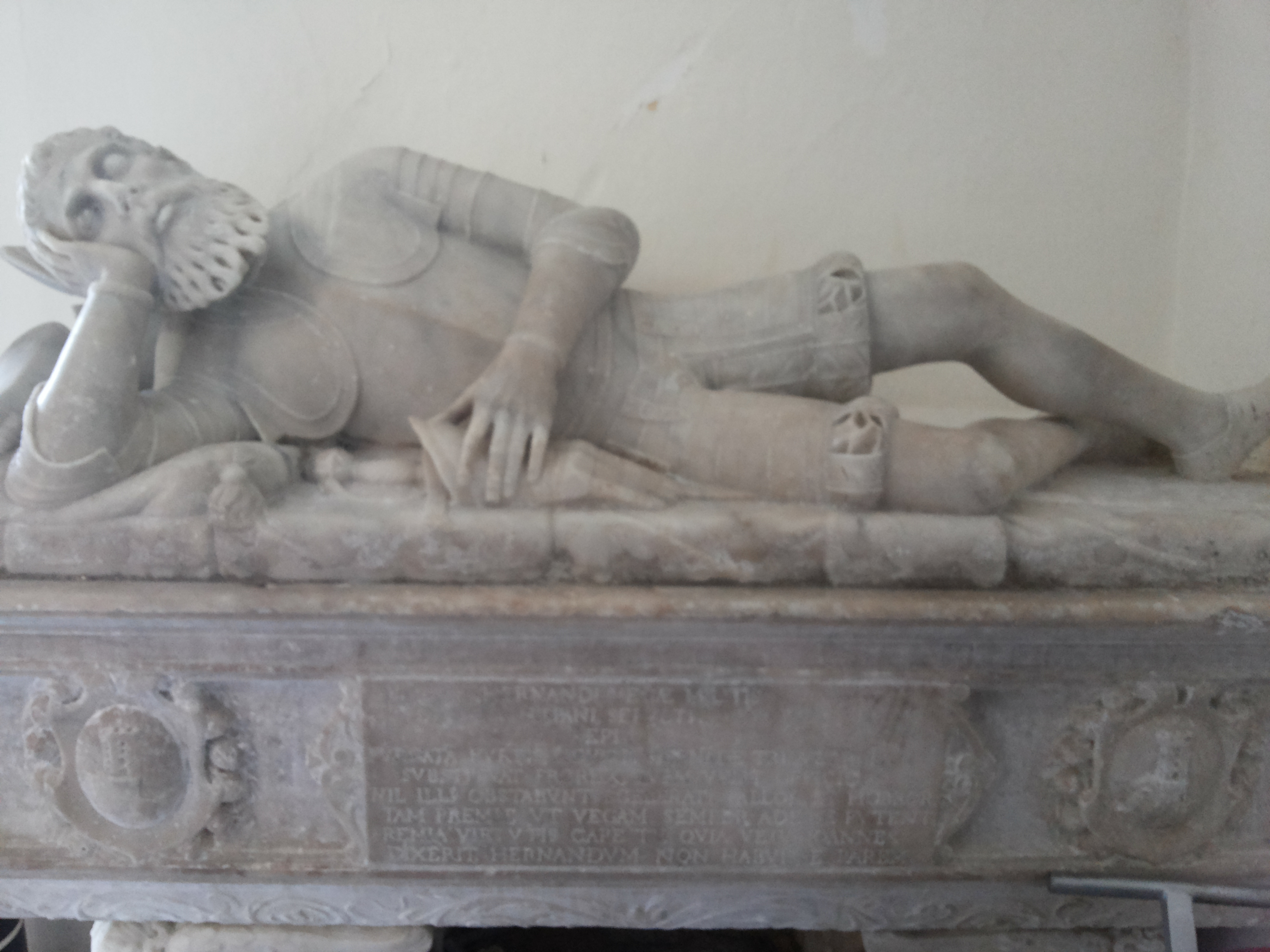
Sarcofago con i resti di Don Fernando Vega

## Riti e celebrazioni

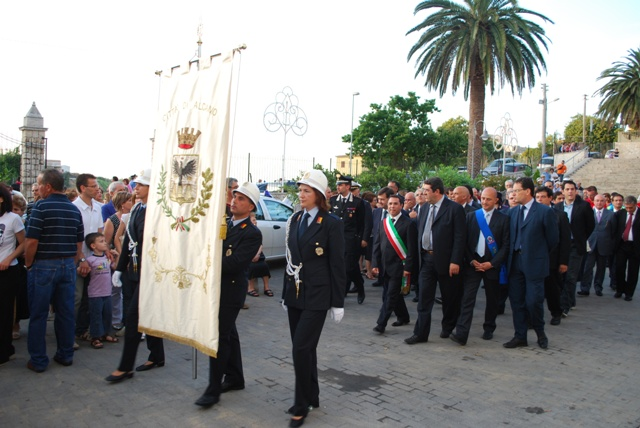
Discesa al santuario delle autorità civili e religiose durante i festeggiamenti in onore alla Madonna dei Miracoli.

Tradizionalmente, durante il mese di maggio (dedicato alla Madonna), i fedeli si recano in pellegrinaggio al santuario attraverso il sentiero che porta all'ingresso, recitando le preghiere durante la discesa. La sera poi partecipano alle cerimonie liturgiche.
Ogni anno si svolgono inoltre al suo interno le celebrazioni in onore alla Madonna dei Miracoli durante la festa in suo onore (tra il 19 e il 21 giugno), che è la più importante festività della città di Alcamo.